# 原子力显微镜

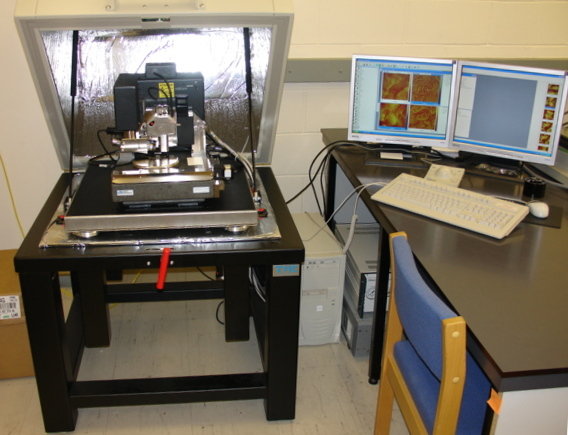
一台商业化原子力显微镜装置

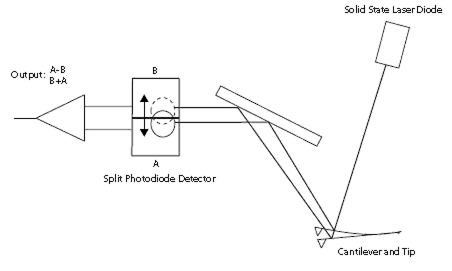
原子力显微镜激光束反射探测原理

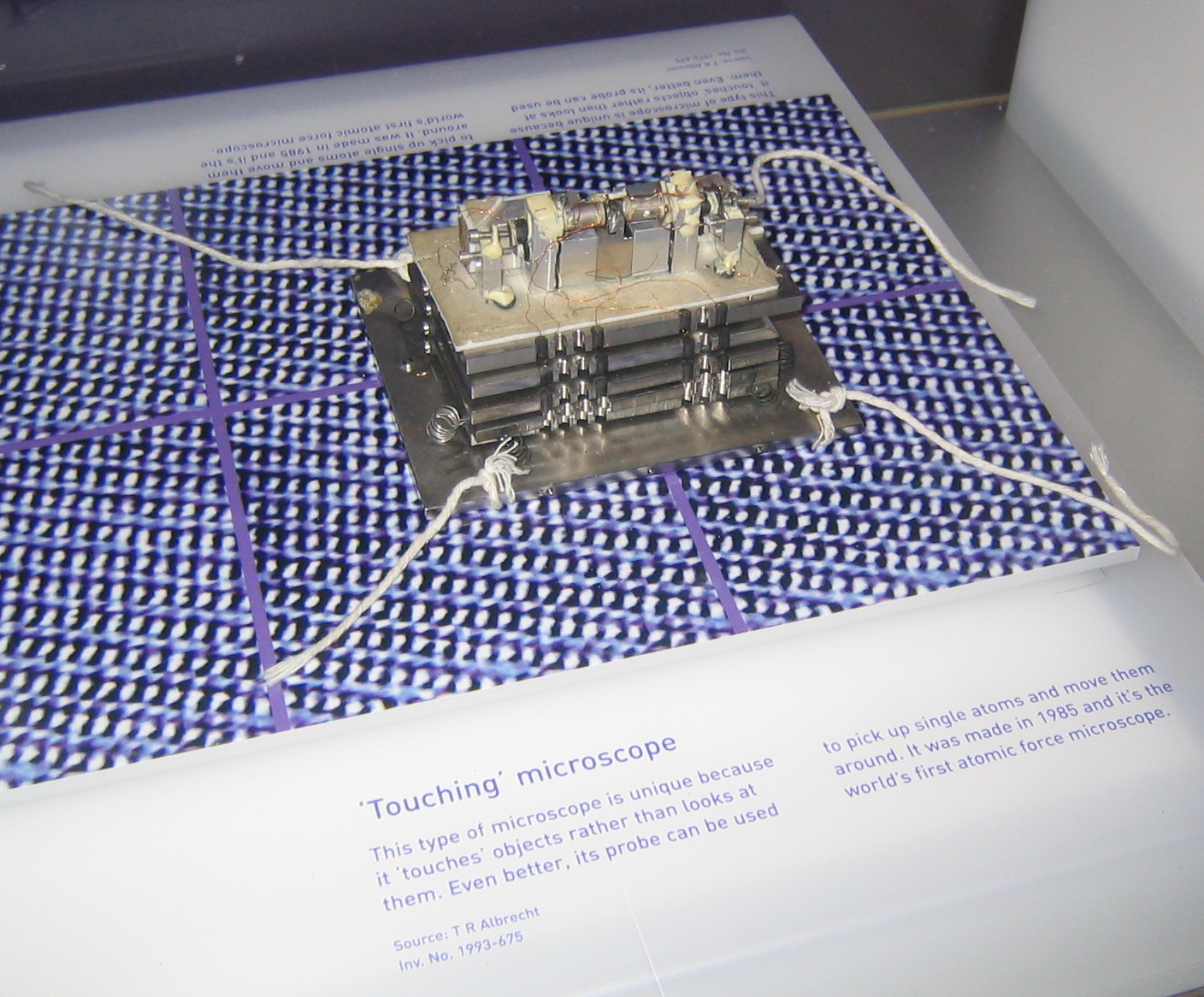
第一台原子力显微镜

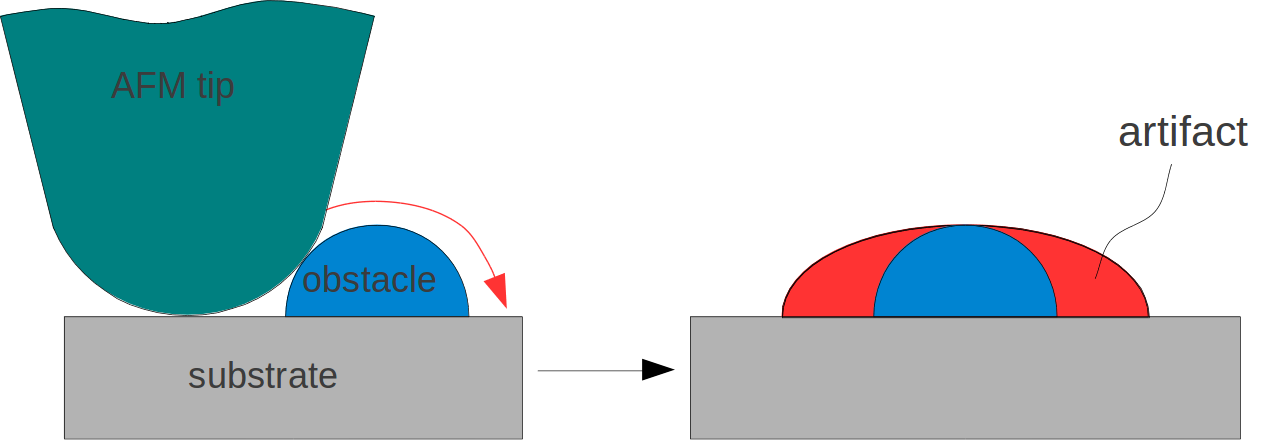
高曲率样品产生的成像假像

陡峭样品产生的成像假像

原子力显微镜（英語：Atomic Force Microscope，简称AFM），也称扫描力显微镜（英語：Scanning Force Microscope，SFM）是一种纳米级高分辨的扫描探针显微镜，优于光学衍射极限1000倍。原子力显微镜的前身是扫描隧道显微镜，是由IBM苏黎士研究实验室的卡尔文·奎特 ，格尔德·宾宁和格贝尔在1986年在扫描隧道显微镜（STM， Scanning Tunnelling Microscope ）的基础上设计而来。
格爾德·賓寧、魁特（Calvin Quate）和格贝尔（Gerber）于1986年发明第一台原子力显微镜，而第一台商业化原子力显微镜于1989年生产的。AFM是在纳米尺度操作材料，及其成像和测量最重要的工具。信息是通过微悬臂感受和悬臂上尖细探针的表面的“感觉”来收集的，而压电元件可以控制样品或扫描器非常精确的微小移动，用导电悬臂（cantilever）和导电原子力显微镜附件则可以测量样品的电流偏压；更高级的仪器则可以测试探针上的电流来测试样品的电导率或下表面的电子的移动，不过这种测试是非常艰难的，只有个别实验室报道了一致的数据。利用微悬臂感受和放大悬臂上尖细探针與受測樣品原子之间的作用力，从而达到检测的目的，具有原子级的分辨率。由于原子力显微镜既可以观察导体，也可以观察非导体，从而弥补了扫描隧道显微镜的不足。
原子力显微镜是由IBM公司苏黎世研究中心的格尔德·宾宁与斯坦福大学的Calvin Quate于一九八五年所发明的，其目的是为了使非导体也可以采用類似扫描探针显微镜（SPM）的观测方法。原子力显微镜（AFM）与扫描隧道显微镜（STM）最大的差别在于并非利用电子穿隧效應，而是检测原子之间的接触，原子键合，范德瓦耳斯力或卡西米爾效應等来呈现样品的表面特性。

## 工作原理

原子力显微镜的原理示意图：
Detector and Feedback Electronics 偵檢器及回饋電路；
Photodiode 感光二極體；
Laser 雷射；
Sample Surface 樣品表面；
Cantilever & Tip 微懸臂及探針；
PZT Scanner 壓電掃描器

AFM的关键组成部分是一个头上带有一个用来扫描样品表面的尖细探针的微观悬臂。这种悬臂大小在數十至數百微米，通常由硅或者氮化硅构成，其上載有探針，探針之尖端的曲率半徑則在纳米量级。当探針被放置到样品表面附近的地方时，悬臂上的探針头会因为受到樣品表面的力而遵从胡克定律弯曲偏移。在不同的情况下，这种被AFM测量到的力可能是机械接触力、范德华力、毛吸力、化学键、取向力、靜電力、磁力（见磁力显微镜）卡西米尔效应力、溶剂力等等。通常，偏移会由射在微悬臂上的激光束反射至光敏二极管阵列而测量到，較薄之懸臂表面常鍍上反光材質（
如鋁）以增強其反射。其他方法还包括光学干涉法、电容法和壓電效應法。这些探头通常由采用壓電效應的变形测量器而制得。通过惠斯登電橋，探头的形变可以被测得，不过这种方法没有激光反射法或干涉法灵敏。
当在恒定高度扫描时，探头很有可能撞到表面的造成损伤。所以通常会通过反馈系统来维持探头与样品片表面的高度恒定。传统上，样品被放在压电管上并可以在z方向上移动以保持与探头之间的恒定距离，在x、y方向上移动来实现扫描。或者采用一种“三脚架”技术，在三个方向上实现扫描，这种方法部分抑制了压电管扫描时所产生的扭曲效应。在较新的设计中，探针被装载在垂直压电扫描器上，而样品则用另外的压电结来扫描X和Y方向。扫描的结果z = f(x,y)就是样品的形貌图。
AFM可以在不同模式下运行。这些模式可以被分为静态模式（Static Mode，也称接触模式，Contact Mode），或其他一系列动态模式（Dynamic Mode，如非接触模式（Non-Contact Mode）、輕敲模式（Tapping Mode）、側向力（Lateral Force Mode）模式。

## 成像模式
原子力显微镜的主要工作模式有静态模式和动态模式两种。在静态模式中，悬臂从样品表面划过，从悬臂的偏转可以直接得知表面的高度图。在动态模式中，悬臂在其基频或谐波或附近振动，而其振幅、相位和共振与探针和样品间的作用力相关，这些参数相对外部参考的振动的改变可得出样品的性质。

### 接触模式
在接触模式下，探针在样品表面上“拖动”，通过直接测量悬臂的偏转或者反馈信号来保持悬臂在恒定位置来测量表面的轮廓。由于静态信号容易受到噪声和漂移的影响，因此使用低刚度悬臂（即劲度系数 {\displaystyle k} 较低的悬臂）来获得足够大的偏转信号，同时保持较低的相互作用力。在靠近样品表面的地方，吸引力可能非常强烈，导致探针与表面紧密结合。因此，接触模式原子力显微镜几乎总是在整体力为排斥力的深度进行，即与固体表面紧密接触。
接触模式对样品表面的磨损较大，因此适用于硬度较高的样品，如金属、半导体等。同时，由于接触模式中的力较大，不适用于软、易损坏的生物样品。

### 非接触模式
在这种模式下，悬臂上的探针并不接触样品表面，而是以比其共振频率略高的频率振动，振幅通常小于几纳米。范德华力在探针距离表面样品1~3纳米时最强，它与其他在表面上的长程力会降低悬臂的振动频率。通过调整探针与样品间的平均距离，频率的降低与反馈回路一起保持不变的振动频率或振幅。测量 {\displaystyle (x,y)} 每个数据点上的探针与样品间的距离即可让扫描软件构建出样品表面的形貌。
在接触模式下扫描数次通常会伤害样品和探针，但非接触模式则不会，这个特点使得非接触模式通常用来测试柔软的样品，如生物组织和有机薄膜；而对于坚硬样品，两个模式得到的图像几乎一样。然而，如果在坚硬样品上裹有一层薄膜或吸附有流体，两者的成像则差别很大。接触模式下探针会穿过液体层从而成像其下的表面，非接触模式下则探针只在吸附的液体层上振动，成像信息是液体和下表面之和。
动态模式下的成像包括频率调制和更广泛使用的振幅调制。频率调制中，振动频率的变化提供探针和样品间距的信息。频率可以被非常灵敏地测量，因此频率调制使用非常坚硬的悬臂，因其在非常靠近表面时仍然保持很稳定；因此这种技术是第一种在超高真空条件下获得原子级分辨率的原子力显微镜技术。振幅调制中，悬臂振幅和相位的变化提供了图像的反馈信号，而且相位的变化可用来检测表面的不同材料。 振幅调制可用在非接触模式和间歇接触领情况。在动态接触模式中，悬臂是振动的，以至悬臂振动悬臂探针和样品表面的间距是调制的。振幅调制也用于非接触模式中，用来在超高真空条件下使用非常坚硬的悬臂和很小的振幅来得到原子级分辨率。

### 轻敲模式

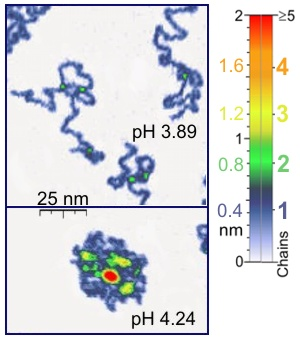
在不同的pH的溶液环境中使用轻敲模式得到的高分子单链的原子力显微镜图（0.4 nm 厚）

通常情况下，绝大部分样品表面都有一层弯曲液面，为此非接触模式下使探针足够靠近样品表面从而可以测试短程力，但是此时探针又容易粘贴到样品表面，这是经常发生的大问题；动态模式就是为了避免此问题而发明的，又叫做间歇接触模式（intermittent contact）、轻敲模式（tapping mode）或AC模式（AC Mode）。在轻敲模式中，悬臂通过类似于非接触下的装载在探针上的微小的压电元件做来上下振动，频率在其共振频率附近，然而振幅则远大于10纳米，大概在100~200纳米间。当探针越靠近样品表面时，探针和样品表面间的范德华力、偶极偶极作用和静电力等作用力会导致振幅越来越小。电子自动伺服机通过压电制动器来控制悬臂和探针间的距离，当悬臂扫描样品表面时，伺服机会调整探针和样品间距来保持悬臂的预设的振幅，而成像相互作用力则得到原子力显微镜轻敲模式图像。轻敲模式减少了接触模式中对样品和探针和损伤，它是如此的温和以致于可以成像固定的磷脂双分子层和吸附的单个高分子链。比如液相的0.4纳米厚的合成聚合物电解质，在合适的扫描条件下，单分子实验可以在几小时内保持稳定。
轻敲模式因其有效地避免了横向摩擦、减小了探针及样品磨损，已成为当今使用最广泛的AFM工作模式。

## 优点与缺点
相对于扫描电子显微镜，原子力显微镜具有许多优点。不同于电子显微镜只能提供二维图像，AFM提供真正的三维表面图。同时，AFM不需要对样品的任何特殊处理，如镀铜或碳，这种处理对样品会造成不可逆转的伤害。第三，电子显微镜需要运行在高真空条件下，原子力显微镜在常压下甚至在液体环境下都可以良好工作。这样可以用来研究生物宏观分子，甚至活的生物组织。他就像盲人摸象一样，在物体的表面慢慢抚摸，原子的形状很直观的表现。
和扫描电子显微镜相比，AFM的缺点在于成像范围太小，速度慢，受探头的影响太大。